# 源義時
源 義時（みなもと の よしとき）は、平安時代後期の河内源氏の武将。源義家の五男または六男。

## 河内源氏本拠地を相続
父の義家が死去すると兄義忠が家督を相続し源氏の棟梁となる。義忠が都に戻るのと入れ替わりに河内源氏の本拠地、河内国石川を守るようになると言われているが具体的な史料は確認できない（長兄の義宗は夭折。次兄の義親は乱を起こし討伐された。義国は関東で叔父の義光と合戦し勅勘を蒙り謹慎）。義忠の死後、義時は兄の跡をついで源氏の棟梁になることを望んだが果たされなかった。左兵衛尉、官位は六位であったということだけが伝わっている（『玉葉』など後世になって言われるようになったが当時の史料では確認できない）。また、陸奥五郎または六郎と称したことがあるが、陸奥守であったわけではなく、父の義家の陸奥守に由来した名乗りであるようである。

## 河内・石川源氏
夢の中で父祖三代のお告げを受け、河内源氏の本拠地に源氏三代を祀る壺井権現社（壺井神社）を創建。遺言により父・義家の霊廟に葬られた。孫に源頼朝が「河内随一の源氏」と評した源義兼（石川判官代）がいる。子孫は石川源氏を称し、その一族には石川氏、紺戸氏、平賀氏、万力氏、杭全氏などの諸氏がある。
治承の源平の戦いの際、都に近い河内国に八幡太郎義家以来の源氏の残存勢力のあることを危険視した平清盛によって攻撃された。源義基、源義兼らは、平家方の侍大将大夫判官飯富季貞、摂津判官平盛澄の軍と洛外や石川源氏の本拠地である河内国石川庄で抗戦するが、大勢を覆せず、一族の多くが討たれ、石川源氏の勢力は大きく衰退した。
この戦の平家方の大将に義家の子孫で、源義兼から見て又従兄の子にあたると思われる源季貞がいる。源季貞は父の代からの平家郎党であるということで平家方であったために、同族を討伐する大将になったともいえるが、これにも諸説がある。以下の有力な説がある。
1. 源義時が源季貞の曾祖父にあたる源義忠の暗殺事件に荷担もしくは関係があったため
2. 当時、義忠流嫡流源義高が従四位下左兵衛権佐となっており同時代の源為義よりも官位は高かった事、平氏政権下での河内守といった官職、受領関係に不明な事が多い事等から義忠流が引き続き河内守として勢力を持っていたとも考えられ、源氏の事は源氏で、河内国内の事件は源氏が対処する、という慣例に従っただけである。

## 鎌倉時代の石川源氏
河内国石川に拠った石川源氏は鎌倉時代に勢力を誇り、多くの寺院仏閣の創建や再建に努力した。しかし、石川源氏が勢力圏とした地域は、鎌倉末期より楠木氏が台頭した。

### 宗尊親王とともに下向した石川氏
宗尊親王の鎌倉下向に際して、式乾門院蔵人・上杉重房、近衛左中将・冷泉隆茂、左近大夫石川新兵衛・源宗忠という3人の近侍が随行していた。後に駿河守民部大輔従五位下となった宗忠は駿河国富士郡重須郷を賜り、鎌倉に屋敷を与えられ住した。また嫡子の孫三郎・源能忠と共に、重須本門寺を創建し開基となった。宗忠の夫人である「重須殿女房」の正体は2説あり、1人は宇都宮泰綱の娘、もう1人は南条時継の娘（南条時光の姉）・鶴寿である。
宗忠の子孫は北条氏得宗家の御内人である諏訪氏と婚姻関係を結び、元弘3年/正慶2年（1333年）の北条氏滅亡の際には、番場の蓮華寺で石川氏8人やその郎党達が自害している。